# Richard John Griffith
Richard John Griffith (Dublim, 20 de setembro de 1784 — Dublim, 22 de setembro de 1878) foi um geólogo irlandês.
Foi laureado com a medalha Wollaston de 1854, concedida pela Sociedade Geológica de Londres.

## Obras
- "Outline of the Geology of Ireland" 1838
- "Notice respecting the Fossils of the Mountain Limestone of Ireland, as compared with those of Great Britain, and also with the Devonian System" 1842
- "A Synopsis of the Characters of the Carboniferous Limestone Fossils of Ireland" 1844 (com Frederick McCoy)
- "A Synopsis of the Silurian Fossils of Ireland" 1846 (com Frederick McCoy)